# Jacques Griffe
Jacques Griffe (Carcassone, 1909 – Parigi, 1996) è stato uno stilista francese di alta moda, allievo di Madeleine Vionnet.

## Biografia

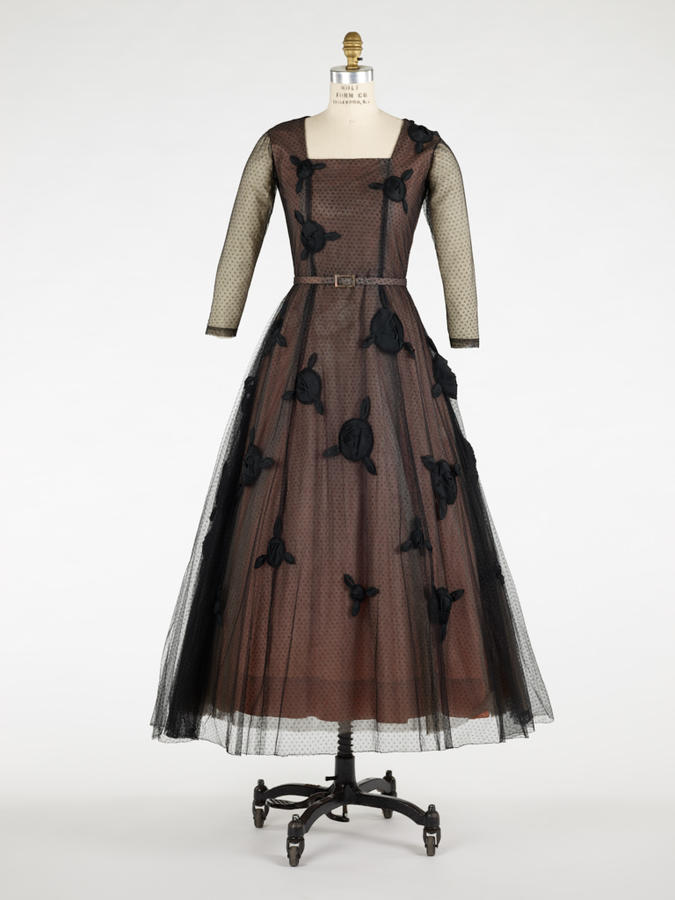
Modello Griffe degli anni '40

Jacques Griffe nacque nel 1909 nel comune di Carcassone, in Francia.  
Dopo aver imparato il mestiere da un sarto locale, si trasferì a Tolosa, in Spagna, dove venne assunto da Mirra, una sarta del posto abbastanza nota che si occupava anche di promuovere le collezioni degli stilisti francesi in Spagna. Tornato a Parigi, nel 1936 venne assunto come tagliatore per Madeleine Vionnet. Nel suo salone, conobbe anche Marcelle Chaumont e Marcelle Dormoy, che in seguito avrebbero ciascuna aperto un proprio salone e con cui Griffe avrebbe collaborato. 
Nel 1942, lasciò Vionnet per aprire un proprio salone, che si trovava in Rue Royal, sopra quello di Edward Molyneux. Come regalo d'addio, Vionnet, con cui Griffe rimase sempre in buoni rapporti, gli regalò uno dei suoi manichini in legno su cui era solita drappeggiare i modelli durante la creazione. 
Griffe ben presto divenne noto per le sue eccellenti abilità tecniche e per la sua padronanza della stoffa, con cui creava complicati drappeggi, arricciature, pieghe e rimbocchi che davano ai capi forme particolari e strutture delicate.  
L'influenza di Vionnet nel suo stile è evidente sia nel taglio che negli espedienti utilizzati; inoltre, Griffe modellò la sua etichetta su quella della sua mentore, caratterizzandola, come quella di Vionnet, da una stampa della sua impronta digitale.  
Jacques Griffe morì a Parigi nel 1996.  
A oggi, i modelli Griffe sono esposti in diversi musei, fra cui: il Victoria & Albert di Londra, il Metropolitan di New York, il RISD di Rhode Island, il National Gallery of Victoria di Melbourne e il Palais Galliera di Parigi.